# Neukamerun

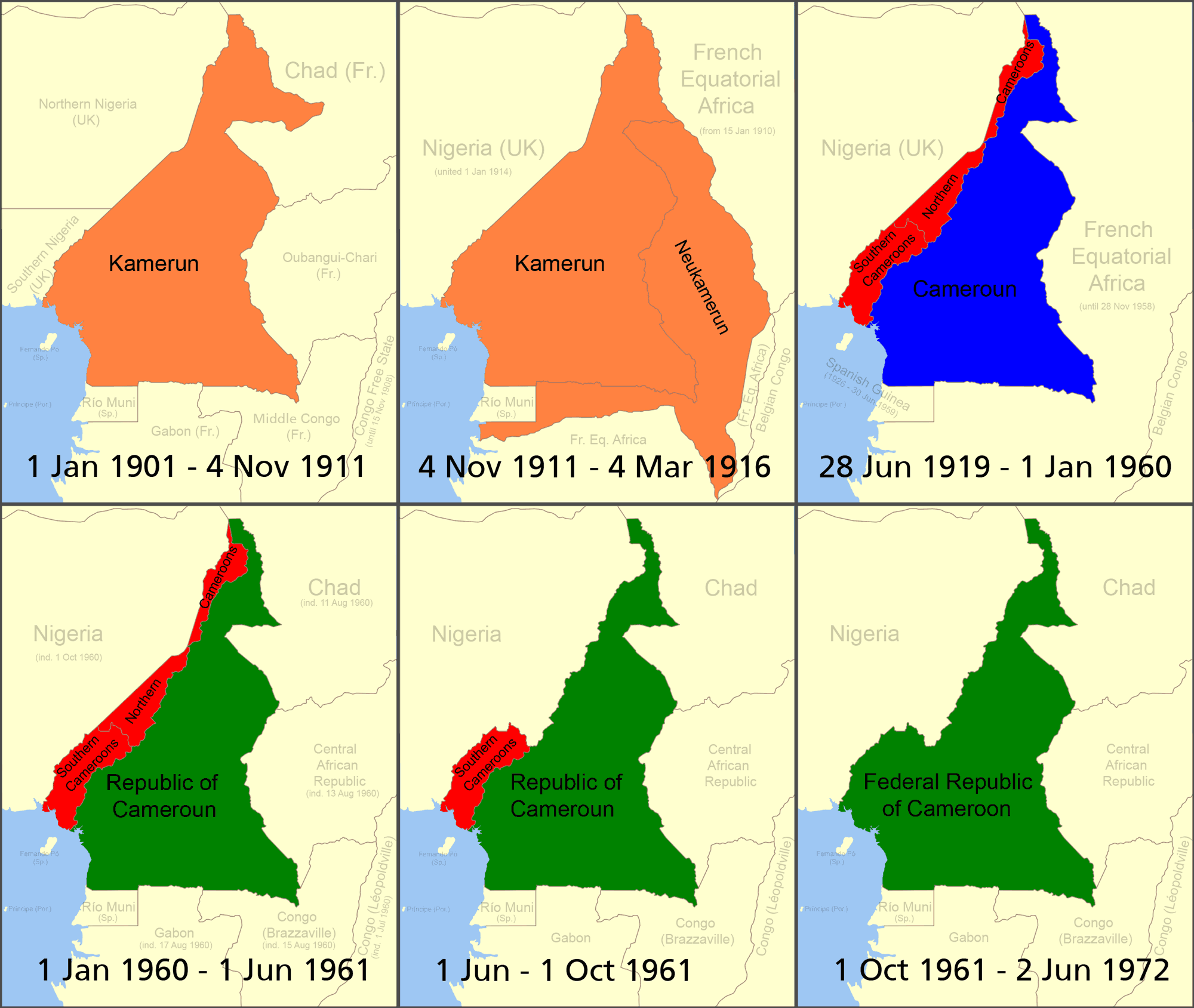
Le Cameroun au cours du temps.
Kamerun allemand
Cameroons britannique
Cameroun français
République du Cameroun

Le Neukamerun (Nouveau-Cameroun en français) est le nom donné à des territoires africains cédés par la France à l'Allemagne en 1911. 

## Histoire
Lorsqu'il prend ses fonctions en 1907, Theodor Seitz, gouverneur allemand du Kamerun, plaide en faveur de l'acquisition de terres du Congo français. Le fleuve Congo est le seul cours d'eau permettant un accès à la mer aux colonies allemandes d'Afrique centrale.
La France et l'Allemagne sont concurrentes au Maroc. En 1911, la crise d'Agadir éclate sur la question du protectorat de ce royaume. Le 9 juillet 1911, les deux pays acceptent de négocier un compromis, et le 4 novembre 1911 le traité de Fès est signé. Il stipule que la France accepte de céder à l'Allemagne une partie du Congo français (territoire que les Allemands baptiseront Neukamerun) en échange d'une reconnaissance allemande des droits de la France sur le Maroc, ainsi que de l'obtention de la partie orientale du « Bec de Canard » (dans le nord-est du Cameroun entre les fleuves Logone et Chari) qui sera intégrée au territoire du Tchad. Aux territoires de la colonie originelle appelée dès lors Altkamerun (ou « Vieux-Cameroun »), totalisant une superficie de 465 000 km2 et dirigée par le gouverneur Otto Gleim, sont adjoints près de 300 000 km2 supplémentaires qui font passer la colonie à une étendue de 760 000 km2.
À la suite du déclenchement de la Première Guerre mondiale, la colonie allemande est envahie par les troupes françaises en 1916 et administrée de facto par la France à partir de cette année-là. Les territoires du Neukamerun sont dès lors réintégrés aux colonies françaises qui en avaient été dépossédés cinq ans auparavant (Tchad, Oubangui-Chari, Moyen-Congo et Gabon). L'Altkamerun, quant à lui, est partagé à l'issue du conflit entre Français et Britanniques en deux territoires distincts « sous mandat » de la Société des Nations (SdN) : le Cameroun français et le Cameroun britannique.